# Немецкая месса
Немецкая месса — чин богослужения, составленный Мартином Лютером в 1526 году и принятый в лютеранских церквях. Основным смыслом богослужения названа проповедь Слова Божьего. Лютер призывал сохранить в практике богослужения облачения, свечи и алтарь. В отличие от своего предшествующего труда о реформе мессы (Formula missae, 1523), сохранявшего в качестве литургического языка латынь, в этом труде для протестантской мессы в качестве богослужебного Лютер установил немецкий язык.

## Структура воскресного богослужения
- духовный гимн или псалом,
- Kyrie
- Коллекта
- чтение Апостола,
- гимн,
- Евангелие
- Символ веры,
- проповедь
- парафраз молитвы «Отче наш»,
- освящение хлеба и вина с возношением Святых Даров в сочетании с Санктусом и Агнус Деи,
- причастие
- Коллекта с благословением.